# Кадиевский, Владимир Андреевич
Владимир Андреевич Кадиевский (укр. Володимир Андрійович Кадієвський; 25 марта 1938, Голованевск — в ночь с 28 на 29 декабря 2018 года) — украинский и советский ученый в области экономической кибернетики. Доктор экономических наук (1989), профессор (1990).
Автор более 150 научных трудов, в том числе 4 монографий и 6 учебных пособий, которые посвящены проблемам математического моделирования экономических процессов, применению компьютерных технологий в управлении процессами рыночной экономики, принятию управленческих решений в бухгалтерском учёте, статистике и аудите на основе экономико-математических методов и моделей.

## Биография
Родился 25 марта 1938 года в Голованевске, в семье рабочего.
После получения аттестата о среднем образовании поступил в сельскохозяйственный техникум. По его окончании прошел службу на Тихоокеанском флоте, получил профессию шифровальщика в школе военной контрразведки.
В 1966 году закончил экономический факультет Украинской сельскохозяйственной академии.
Научную деятельность начал с управления вычислительным центром Украинской сельскохозяйственной академии, параллельно став первым аспирантом кафедры кибернетики. В 1971 году защитил кандидатскую диссертацию.
В 1979—2002 годах возглавлял кафедру экономической кибернетики Украинской сельскохозяйственной академии.
В 1989 году защитил докторскую диссертацию на тему: «Моделирование и оптимизация комплексного развития свеклосахарного производства Украины».
С 1999 года начинает сотрудничество с Национальной академией статистики, учёта и аудита и в 2002 году становится первым заведующим кафедрой экономической кибернетики этой академии.
Один из основателей научной школы экономико-математического моделирования, под его научным руководством защищено 20 кандидатских и 7 докторских диссертаций.
Скончался в ночь с 28 на 29 декабря 2018 года.